# 2022 QR264
2022 QR264 est un objet transneptunien faisant partie des objets épars, il a un diamètre estimé à 160 km. 
2022 QR264 est mal connu avec un arc d'observation d'à peine plus d'un an.